# Thinornis
A Thinornis a madarak osztályának lilealakúak (Charadriiformes) rendjébe, a lilefélék (Charadriidae) családjába tartozó nem.

## Rendszerezésük
A nemet George Robert Gray angol zoológus írta le 1845-ben, az alábbi fajok tartoznak ideː
- üregi lile (Thinornis novaeseelandiae)
- sapkás lile (Thinornis cucullatus[1] vagy Thinornis rubricollis)[2]

## Előfordulásuk
Az egyik faj Ausztrália, a másik Új-Zéland területén honos. Természetes élőhelyeik a tengerpartok, lagúnák, édesvízi mocsarak és tavak, valamint füves puszták. Állandó, nem vonuló fajok.

## Megjelenésük
Testhosszuk 20-23 centiméter körüli.